# Balacra vitreata
Balacra vitreata är en fjärilsart som beskrevs av Rothschild 1910. Balacra vitreata ingår i släktet Balacra och familjen björnspinnare. Inga underarter finns listade i Catalogue of Life.